# Mirliton (blaasinstrument)

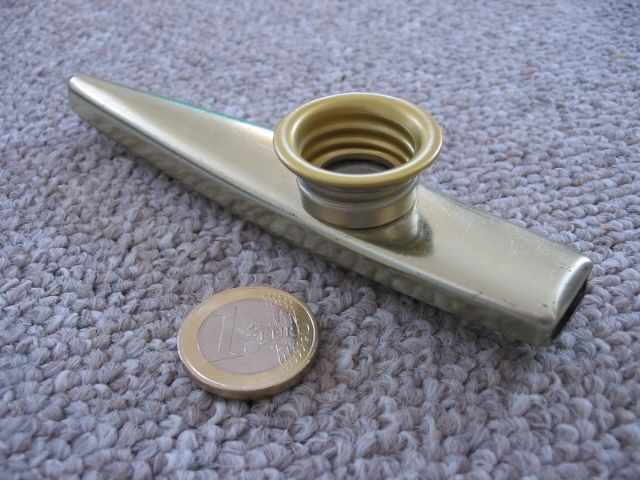
Metalen kazoe

Een mirliton is een membranofoon waarbij het membraan in trilling gebracht wordt door zingen of blazen.
- Kazoo (kazoe)
- Eunuch-fluit
- Hoornmirliton
- Zobo

Het 'instrument' dat verkregen wordt door een stukje vloeipapier over een kam te vouwen en daarop te blazen of te neuriën, wordt ook tot de mirlitons gerekend.